# 利耶帕亚站
利耶帕亚站是拉脱维亚利耶帕亚市的一座火车站，是叶尔加瓦-利耶帕亚铁路线的首末站。

## 历史
该车站建于1871年，是利耶帕亚-罗姆内铁路的第一个车站，Libau是当时使用的城市的德语名称。